# Territoire présomptif
En embryologie, un territoire présomptif ou territoire organoformateur est « l'ensemble des cellules qui, chez le très jeune embryon, sont à l'origine de la formation des différents organes ».
À l'aide de techniques de marquage cellulaire, on peut établir une carte des territoires présomptifs, au tout premier stade du développement embryonnaire, avant les migrations et différentiations cellulaires.